# Osame Sahraoui
Osame Sahraoui (Oslo, 11 de junio de 2001) es un futbolista noruego que juega en la demarcación de extremo para el Lille O. S. C. de la Ligue 1.

## Selección nacional
Hizo su debut con la selección de fútbol de Noruega el 7 de septiembre de 2023 en un partido amistoso contra Jordania que finalizó con un resultado de 6-0 a favor del combinado noruego tras los goles de Antonio Nusa, Kristoffer Ajer, Jørgen Strand Larsen, Fredrik Bjørkan, Bård Finne y Hugo Vetlesen. Un año después decidió jugar para Marruecos, selección con la que debutó el 15 de octubre de 2024 en un encuentro de clasificación para la Copa Africana de Naciones de 2025 ante República Centroafricana.

## Clubes
| Club              | País         | Año       | Partidos | Goles |
| ----------------- | ------------ | --------- | -------- | ----- |
| Vålerenga Fotball | Noruega      | 2020-2023 | 89       | 13    |
| SC Heerenveen     | Países Bajos | 2023-2024 | 52       | 9     |
| Lille O. S. C.    | Francia      | 2024-     | 46       | 5     |